# Klaus Zeppenfeld
Klaus Zeppenfeld (* 1963 in Werl) war bis April 2021 Präsident der Hochschule Hamm-Lippstadt. Er ist verheiratet und hat zwei Kinder.

## Leben
Zeppenfeld studierte an der Universität Paderborn Informatik und Mathematik. Im Jahre 1993 promovierte er an der Universität Osnabrück mit einer Dissertation über Parallele Computergraphik und Animation mit Transputern. 1997 trat er eine Professur im Fachbereich Informatik an der Fachhochschule Dortmund an, wo er 1999 zum Prodekan gewählt wurde, bis er ab 2005 als Dekan die weitere Ausrichtung des Fachbereichs Informatik mitbestimmte.
Er war wissenschaftlicher Direktor der IT-Center Dortmund GmbH, einer privaten Ausbildungsstätte. Als Seniorberater bei der sd&m AG war  Zeppenfeld in verschiedenen Projekten für die ganzheitliche Entwicklung von Individualsoftware für Großkunden verantwortlich. Bei der Brockhaus Software & Consulting AG war er zwischen 2002 und 2012 als Aufsichtsratsvorsitzender tätig.
Nach seiner Tätigkeit als Gründungspräsident der Hochschule Hamm-Lippstadt ist er zurück zur Fachhochschule Dortmund gegangen, wo er eine Professur für Softwareentwicklung, Methoden und Werkzeuge ausübt.
Seit dem Jahre 2004 verfasste er mehrere Lehrbücher, und seit 2007 ist er Herausgeber der Fachbuchreihe Informatik im Fokus des Springer-Verlags.

## Werke (Auswahl)
- 1993: Parallele Computergraphik und Animation mit Transputern, Dt. Univ.-Verl., Wiesbaden
- 2003: Lehrbuch der Grafikprogrammierung, Spektrum Akad. Verl., Heidelberg
- 2004: Objektorientierte Programmiersprachen, Spektrum Akad. Verl., Heidelberg
- 2006: Generative Software-Entwicklung mit der MDA, Elsevier Akad. Verl., Heidelberg
- 2008: ITIL (Editor: C. Stych), Springer, Berlin
- 2008: AJAX (Editor: H. Moussaoui), Springer, Berlin
- 2008: Web 2.0 (Editor: J. Behrendt), Springer, Berlin
- 2009: SOA und WebServices (Editor: P. Finger), Springer, Berlin
- 2010: Mobile Computing (Editor: T. Bollmann), W3L-Verl., Herdecke